# Plaza República de Chile (Buenos Aires)
La plaza República de Chile, llamada comúnmente plaza Chile, está ubicada en el barrio de Palermo en la ciudad de Buenos Aires, en el cuadrante formado por las calles Figueroa Alcorta, Tagle, Del Libertador y Mariscal Ramón Castilla; obtuvo su nombre actual por Decreto S/N del 23-11-1943, publicado en el Boletín Municipal n.º 7004, de la Municipalidad de Buenos Aires. (Hoy Ciudad autónoma de Buenos Aires)  En las inmediaciones de la plaza se encuentran los museos de Arte Decorativo, de Arte Latinoamericano y el Metropolitano, así como los bosques de Palermo. A un costado se encuentra la embajada chilena (Tagle 2762).
En la plaza se puede encontrar grandes árboles, sendas de grava color naranja. Destacan una serie de esculturas conmemorativas que recuerdan a figuras del ámbito literario, artístico y militar, como Colaboradores del general San Martín, con las estatuas de Alejandro María Aguado, amigo de San Martín que lo ayudó en su exilio (escultor Vicente Roselli); Juan Antonio Álvarez de Arenales (Horacio A. Ruiz Pombo); del mariscal peruano Ramón Castilla (Vicente Torró); Martín de Güemes (Mario Arrigutti), Juan Gregorio de Las Heras (Orio dal Porto) Juan Martín de Pueyrredón (Wilfredo Valdrich), activos participantes de la gesta de emancipación de los países del cono sur.  
Arquero de San Sebastián de Alberto Lagos es otra de las esculturas que adornan la plaza, en la que no podía faltar una al "compromiso de integración entre los gobiernos" de Argentina y Chile: Amistad es el título de la obra de la chilena Francisca Cerda. Hay asimismo una placa en mármol a Salvador Allende, homenaje de la Legislatura de la Ciudad de Buenos Aires colocada en 2008, para el centenario del nacimiento del presidente chileno. 
Sobresale en el centro la plaza el monumento ecuestre a Bernardo O'Higgins (Guillermo Córdova) correligionario de San Martín en la Independencia de Chile, considerado uno de los padres de la patria en el vecino país. A su lado, una gran escultura en mármol de Nuestra Señora del Carmen de Cuyo (Quintino Piana, 1950), patrona y generala del Ejército de los Andes.